# Amselina cedestiella
Amselina cedestiella — вид лускокрилих комах родини Autostichidae.

## Поширення
Вид поширений в Болгарії, Північній Македонії, Греції, Малій Азії, Україні та на півдні Росії.